# Trigonostemon thyrsoideus
Trigonostemon thyrsoideus là một loài thực vật có hoa trong họ Đại kích. Loài này được Stapf miêu tả khoa học đầu tiên năm 1909.